# 죽산초등학교 (전북)
죽산초등학교는 대한민국 전북특별자치도 김제시 죽산면 죽산리에 있는 공립 초등학교이다.

## 학교 연혁
- 1924년 4월 17일 죽산공립보통학교 개교
- 1938년 4월 1일 죽산제일공립심상소학교로 개칭
- 1941년 4월 1일 죽산북공립국민학교로 개칭
- 1950년 6월 1일 죽산국민학교 개칭
- 1981년 3월 9일 병설유치원 개원
- 1993년 2월 28일 죽산남국민학교 통폐합
- 1996년 3월 1일 죽산초등학교 개칭
- 2008년 7월 5일 민간투자사업(BTL) 본관 및 강당 개축 준공
- 2011년 3월 1일 제23대 김영진 교장 부임
- 2014년 2월 14일 제86회 졸업식 (총 졸업생 13750명)
- 2014년 3월 1일 7학급 편성(유치원 1학급)
- 2015년 3월 1일 제24대 이재선 교장 부임
- 2016년 2월 5일 제88회 졸업(졸업생수 13,770명)
- 2016년 3월 1일 초등 7학급, 유치원 1학급 편성
- 2017년 2월 10일 제89회 졸업(졸업생수 13,775명)
- 2017년 3월 1일 제25대 권의주 교장 부임
- 2017년 3월 2일 초등 7학급, 유치원 1학급 편성

## 참고 자료
- 죽산초등학교 - 한국교육학술정보원 학교알리미